# Moloundou
Moloundou es una comuna camerunesa perteneciente al departamento de Boumba-et-Ngoko de la región del Este.
En 2005 tiene 18 174 habitantes, de los que 4420 viven en la capital comunal homónima.
Se ubica en la esquina suroriental del país. La localidad, ubicada sobre la carretera P4, es fronteriza con la República del Congo en la ribera del río Ngoko. Su territorio es fronterizo con el departamento congoleño de Sangha y con la prefectura centroafricana de Sangha-Mbaéré. En el territorio de esta comuna se halla el parque nacional de Lobéké y parte de los de Nki y Boumba Bek.

## Localidades
Comprende la ciudad de Moloundou y las siguientes localidades:
- Adjala
- Banana
- Dioula
- Kika
- Legoué
- Makoka I
- Makoka II
- Mambelé
- Mbangoye I
- Mbangoye II
- Mbateka
- Mindjeyi
- Mingombé
- Mongokelé
- Nguilili I
- Nguilili II
- Socambo
- Tembé
- Yenga